# Рязанский станкостроительный завод
Ряза́нский станкострои́тельный заво́д, (РСЗ) — российское предприятие, расположенное в городе Рязани на территории Северо-западного промышленного узла. Входит в состав группы «РосСтанКом», представляющую продукцию трех крупнейших предприятий станкостроительной отрасли России.

## История

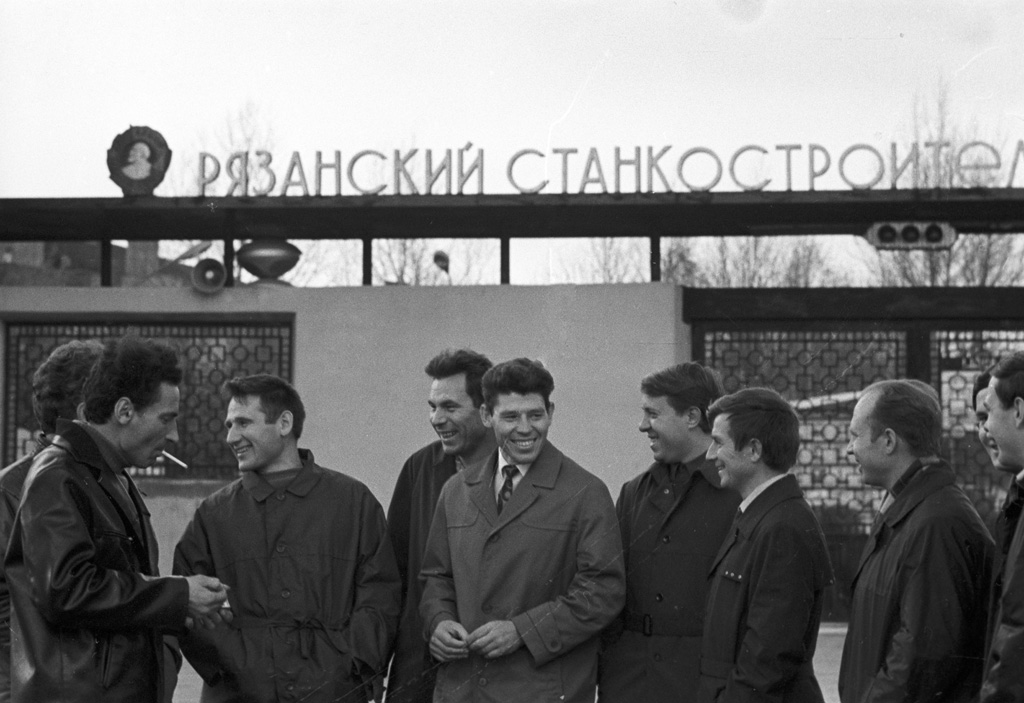
Работники Рязанского станкостроительного завода после окончания смены, 1973 год

Рязанский станкостроительный завод был первым крупным предприятием, открытым в городе после Великой Отечественной войны. Его строительство началось в 1949 году одновременно с возведением инфраструктуры нового Приокского района, в котором должны были проживать работники предприятия. Сам завод строился на территории крупного Северо-Западного промышленного узла. Первой постройкой на территории стал корпус вспомогательных цехов, конвейер которого начал работать ещё до того момента, как строительство цеха было завершено. 
21 декабря 1949 года токарь И.Ф. Щукин поставил заготовку и снял стружку на первом опытном токарно-винторезном станке модели 164. Впоследствии, этот станок был установлен в качестве памятника перед проходной завода. Для завода были построены комплекс общежитий, Станкостроительный техникум, Дворец Культуры, прямо к проходной завода была подведена линия городского троллейбуса, в честь предприятия была названа улица Станкозаводская.
В 1970—1980 годы номенклатура продукции завода состояла, в основном, из станков общего назначения — универсальных токарно-винторезных с ручным  и станков с программным управлением, с диаметрами обработки от 630 до 1000 мм. Завод также выпускал специальные станки оригинальной разработки — вальцетокарные для металлургической промышленности, станки для глубокого сверления и хонингования, автоматические линии для обработки деталей из графита для электрометаллургии, а также специальные станки различного назначения, разработанные на базе серийных станков. С момента основания завода выпущено более 150 тысяч станков весом до 130 тонн, которые применяются в 80 странах мира.
В 2015 году завод был включен в перечень системообразующих организаций, утвержденный комиссией Правительства России. Предприятие будет выпускать тяжёлое токарное оборудование, а также специальные станки для оборонно-промышленного комплекса. В реализации проекта также участвует государственная корпорация «Ростехнологии», которая будет обеспечивать предприятие госзаказами.
В 25 февраля 2015 года, губернатор Рязанской области Олег Ковалёв выступая в Совете Федерации заявил, что Рязанский станкозавод за три года выйдет на доперестроечную мощность.
В 2014 году на базе одного из цехов РСЗ было создано ООО «Рязанский Станкозавод», ставшее частью станкостроительной компании «СТАН». В апреле 2017 года посетивший предприятие временно исполняющий обязанности Губернатора Рязанской области Николай Любимов пообещал поддержку заводу.

## Продукция
В продукцию Рязанского станкостроительного завода входят:
- Токарные станки с программным управлением горизонтальной компоновки
- Станки универсальные с ручным управлением (токарно-винторезные)
- Многофункциональные токарные обрабатывающие центры
- Станки для железнодорожного транспорта (колесотокарные)
- Станки трубообрабатывающие
- Станки резьбонакатные
- Станки вальцетокарные, вальцекалибровочные и вальцефрезерные
- Станки для ротационной вытяжки изделий
- Станки зубофрезерные
- Станки для ремонта роторов турбин

## Клиенты
Среди клиентов предприятия:
- Газпром, Роснефть, Лукойл, ТНК-BP, Сургутнефтегаз, Татнефть, Башнефть;
- Русал, ВСМПО-АВИСМА, НЛМК, ММК, Северсталь, Мечел, Евраз, Металлоинвест;
- Еврохим, Уралкалий, Сильвинит;
- Росатом, Мосэнерго;
- РЖД, Трансмашхолдинг;
- Рособоронэкспорт, Роскосмос, Сухой, МиГ, Сатурн;
- ГАЗ, КАМАЗ, МАЗ, Белаз, МТЗ